# Huba de Graaff
Huba de Graaff (Amsterdam, 1 november 1959) is een Nederlandse componist.

## Leven en werk
Huba de Graaff studeerde viool aan het Sweelinck Conservatorium te Amsterdam en compositie aan het Koninklijk Conservatorium te Den Haag bij onder meer Dick Raaymakers, Louis Andriessen en Brian Ferneyhough.
Huba de Graaff is componist van hedendaagse muziek. In de jaren '80 speelde ze viool in popbands zoals The Tapes en Transister. Later trad ze op met zelfgebouwd instrumentarium, zoals een metalen jurk, waarmee ze elektronica kon aansturen. Ze schrijft veelal muziektheater en experimentele opera's.
Luidsprekers spelen in veel stukken van Huba de Graaff een grote rol. 
Vanaf 2004 werkt ze als muziektheatercollectief samen met Erik-Ward Geerlings.
Ze geeft lezingen in binnen- en buitenland.
In 2016 was ze gastdocent compositie aan het Koninklijk Conservatorium te Den Haag.

## Werken (selectie)
- Lautsprecher Arnolt - opera (2003)
- Diepvlees - opera (2008)
- Apera[dode link] opera (2012)
- Pornopera - opera (2014)
- The Naked Shit Songs - opera (2017)
- Liebesleid - a gym-opera (2017)

- Overwinningsfeest bij de Jivaro’s (2010) voor ensemble Aleph
- Thin Wire of Grief (2007) voor Mondriaan Strijkkwartet
- DVM (2001) voor orkest de Volharding
- De Hoek (2000) voor Harry Sparnaay, Ernestine Stoop, Neel van der Elst
- This Way to the Big Show (1999) voor Asko Schönberg
- Acrobaties Aériennes (1999) voor Slagwerk Den Haag
- Tuin van Zink (1998) voor altviool Susanne van Els en waterval - samen met Louis Andriessen
- De Biggenweg (1996) voor pianoduo
- Does this system work (1986) voor symfonie orkest - uitgevoerd door het RPO

## Externe media
- TedX talks - Apera
- Over de Apera - Pauw en Witteman

- Gemeinsame Normdatei: 1012417131
- International Standard Name Identifier: 0000 0001 2064 3861
- Library of Congress Control Number: n98041142
- Nederlandse Thesaurus van Auteursnamen: 183594193
- Virtual International Authority File: 171640301
- WorldCat: E39PBJxhmGVfmVqdx3TTmHb8G3